# I pesci non chiudono gli occhi
I pesci non chiudono gli occhi è un romanzo del 2011 scritto da Erri De Luca.
Il romanzo è stato tradotto in francese.

## Trama
Il libro è ambientato su un'isola nei pressi di Napoli (presumibilmente Ischia); l'autore narra i suoi trascorsi di bambino di circa una decina d'anni. Quell'anno aveva incontrato una ragazza ed avevano cominciato a chiacchierare seduti sui gradini di una palafitta del bar. Da allora tre ragazzi invidiosi di Erri avevano cominciato a perseguitarlo. Per difesa Erri decise di nascondere un riccio sotto la sabbia perché infilzasse uno dei tre ragazzi, cosa che puntualmente avviene. Dopo quell'episodio i tre ragazzi diventano sempre più agguerriti fino a massacrare Erri in spiaggia, costringendolo ad essere ricoverato in ospedale. Da quel momento la ragazza (che nel libro viene sempre definita così in quanto l'autore non ne ricorda il nome) decide di dover agire. Impone ad Erri di non parlarle per tre giorni ed il terzo giorno si incontrano al porto. Gli dice di recarsi alle ore quattro del giorno successivo nella sua cabina dello stabilimento balneare e di rimanerci fino a quando non lo chiama. La ragazza fa in modo che i tre ragazzi si massacrino a vicenda fino a non stare più in piedi e solo a quel punto dice ad Erri di uscire dalla cabina e lo bacia davanti ai tre sconfitti. I due trascorrono gli ultimi giorni di vacanza insieme per poi non rivedersi più. 

## Edizioni
- Erri De Luca, I pesci non chiudono gli occhi, collana Narratori, Milano, Feltrinelli, 2011, ISBN 978-88-07-01855-8.
- Erri De Luca, I pesci non chiudono gli occhi, Milano, Mondolibri, 2012.
- Erri De Luca, I pesci non chiudono gli occhi, collana Universale economica, n. 2369, Milano, Feltrinelli, 2012, ISBN 978-88-07-72369-8.
- Erri De Luca, I pesci non chiudono gli occhi, collana Universale economica, n. 8188, Milano, Feltrinelli, 2013, ISBN 978-88-07-88188-6.
- (FR) Erri De Luca, Les Poissons ne ferment pas les yeux, collana Collection folio, traduzione di Danièle Valin, n. 5847, Paris, Gallimard, 2017, ISBN 9782070459629.